# 托伊谢恩
托伊谢恩（德語：Teuchern，發音：[ˈtɔʏçɐn] ⓘ）是德国萨克森-安哈尔特州布尔根兰县的城市，面积81.36平方千米，2023年12月31日人口为7,968人。